# Siegbert Tarrasch
Siegbert Tarrasch (Wrocław, 5. ožujka 1862. – München, 17. veljače 1934.), bio je jedan od najboljih šahista i najutjecajniji šahovski učitelj krajem 19. stoljeća i početkom 20. stoljeća. Po struci je bio liječnik. 
Rodio se je u Wrocławu, u pruskoj Šleskoj. Školu je završio 1880. te je otišao studirati medicinu u Halleu. Veći dio života je živio s obitelji u Nürnbergu u Bavarskoj te poslije u Münchenu. Imao je petero djece. Njemački prvak na "kongresima" 1889. u Wrocławu, 1892. u Dresdenu i 1894. u Leipzigu. 1908. je godine izgubio od Emanuela Laskera u dvoboju za svjetskog prvaka 1908. godine. Bio je rođenjem Židov, a prešao je na kršćanstvo 1909. godine te postao velikim domoljubnim Nijemcem koji je izgubio sina u prvom svjetskom ratu. Unatoč svemu tome, suočio se s protužidovskim ispadima u mladom razdoblju nacizma.

Bio je cijenjeni šahovski pisac. U predgovoru svoje knjige Das Schachspiel iz 1931. godine, klasika šahovske literature, napisao je navod koji se često ponavljao: 
Uvijek imam blagi osjećaj sažaljenja prema čovjeku koji nema znanja o šahu, baš kao što bih žalio čovjeka koji je ostao neuk u ljubavi. Šah, poput ljubavi, poput glazbe, ima moć usrećiti čovjeka.
Utvrdio je tzv. "Tarraschevo pravilo", koje je objavio u Das Schachspielu na str. 57. 
U čast Siegberta Tarrascha nazvana je šahovska zamka u španjolskoj partiji pod nazivom Tarrascheva zamka.